# کنتاکتور
کنتاکتور (به فرانسوی: Contacteur) یک کلید کنترل شونده (الکترو مغناطیسی) به صورت الکتریکی است که برای کلیدزنی یک مدار قدرت یا کنترل مورد استفاده قرار می‌گیرد. کنتاکتور شباهت زیادی به رله دارد، با این تفاوت که کنتاکتور برای کاربردهای آمپر بالا به کار می‌رود. سرعت قطع و وصل کنتاکتور نسبت به رله کم‌تر است.
یک کنتاکتور با مداری کنترل می‌شود که سطح قدرت خیلی کمتری از مدار مورد کلیدزنی دارد. برخلاف یک مدارشکن قدرت یک کنتاکتور برای قطع یک جریان اتصال کوتاه استفاده نمی‌شود.
کنتاکتورها در گستره و اندازه‌های مختلفی موجودند. از کنتاکتورهای کوچک با ولتاژتغذیه ۲۴V DC یا ACکه به سادگی در یک دست جا می‌گیرند و توانایی قطع تنها ۱ آمپر را دارند، گرفته تا کنتاکتورهای با پهنا (یا درازای) ۱ متر (یارد) با ولتاژهای چند کیلوولت و آمپراژ چند هزار آمپر.
کنتاکتورها برای کنترل بارهای مختلف الکتریکی اعم از الکتروموتورها، بانکهای خازنی، مدارات روشنایی، گرمکن‌های الکتریکی و سایر تجهیزات الکتریکی استفاده می‌شوند.

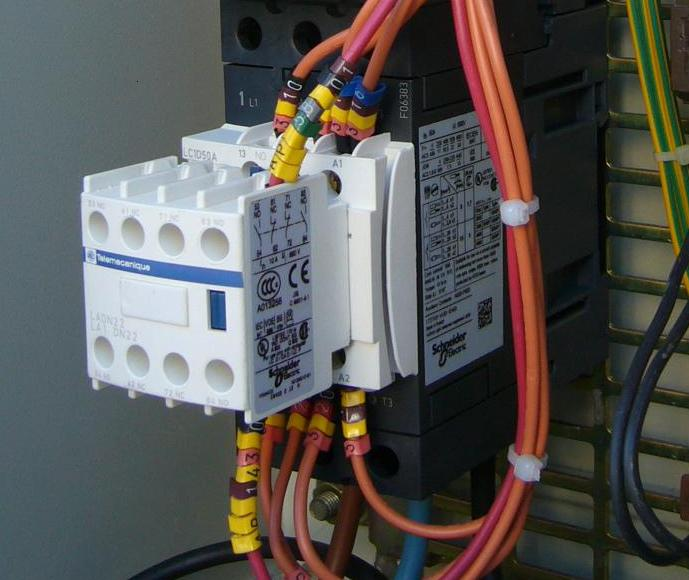
یک کنتاکتور AC برای راه‌اندازی یک الکتروپمپ

## ساختار
کنتاکتور از سه بخش اصلی تیغه، بوبین، محفظه عایقی و(رله حرارتی که جز اجرای اصلی خود کنتاکتور محسوب نمی شود ) تشکیل شده‌است.

### تیغه‌
تیغه‌های هر کنتاکتور به دو بخش تقسیم می‌شود. تیغه‌های قدرت و تیغه‌های فرمان. وظیفهٔ اصلی تیغه‌های قدرت هدایت جریان الکتریکی پس از هر بار تحریک شدن بوبین از خود است. تیغه‌های فرمان نیز همان‌طور که از نامشان مشخص است برای استفاده در مدار فرمان به کار می‌رود. تیغه‌های فرمان به دو صورت نرمالی باز و نرمالی بسته بر روی بدنه کنتاکتور تعبیه شده‌اند. این تیغه‌ها پس از هر بار تحریک شدن بوبین تغییر وضعیت داده و به حالت عکس تغییر وضعیت می‌دهند.

### بوبین
بوبین یک هسته مغناطیسی سیم پیچی شده‌است که نیروی لازم را برای اتصال فیزیکی کنتاکتهای هادی الکتریسیته فراهم می‌سازد.

### محفظه
این بخش، برای ایزوله کردن بخش‌های هادی و خطرناک کنتاکتور و حفظ جان کسانی که با کنتاکتور سر و کار دارند، به کار می‌رود. جنس محفظه معمولاً از مواد عایق الکتریسیته مانند Bakelite, Nylon ۶ و پلاستیکهای سفت شونده در برابر حرارت است.

### تیغه کمکی
تیغه‌های کمکی، تیغه‌های فرمان (آمپر پایین) نرمالی باز و نرمالی بسته می‌باشند که بالای بدنه کنتاکتور یا در بعضی از مدل‌های آن در کنار بدنه کنتاکتور نصب می‌شوند و بدین ترتیب با هر بار تحریک شدن بوبین کنتاکتور، این تیغه‌ها تغییر وضعیت می‌دهند.

### رله حرارتی
معمولاً برای حفاظت از بارهایی که به کنتاکتور بسته می‌شود از رله حرارتی یا بی متال استفاده می‌شود. این نوع رله‌ها در برخی از انواع کنتاکتور بر روی بدنه تعبیه شده‌اند و در انواع دیگر به صورت اختیاری بر روی کنتاکتور بسته می‌شوند. اگر بار بسته شده به کنتاکتور جریانی بیش از حد مجاز از شبکه بکشد یا ولتاژ ورودی بجای سه فاز دو فاز بشودرله حرارتی عمل می‌کند و از صدمه زدن به بار الکتریکی جلوگیری می‌نماید.
(مزایای کنتاکتور)
۱-رفع خطای ناشی از راه اندازی مجدد ماشین(دستگاه) در مواقع خاموشی
۲-امکان فرمان از چند محل به صورت اتوماتیک
۳-دارای حفاظت بیشتر و اقتصادی تر و ایمن تر
۴-عمر بیشتر نسبت به کلید ساده
جریان های کنتاکتور
جریان دایمی (ith2):جریانی که تیغه های کنتاکتور می توانند به طور دایم تحمل کنند.
جریان هفتگی (ith1):جریانی که تیغه های کنتاکتور می توانند برای یک هفته قطع و وصل تحمل کنند.
جریان هشت ساعتی(ith):جریانی که تیغه های کنتاکتور میتوانند در یک شیفت کاری تحمل کنند.
برندهای مطرح کنتاکتور
برندهای اروپایی نظیر کنتاکتور اشنایدر، کنتاکتور زیمنس، کنتاکتور ABB
برندهای اسیایی نظیر کنتاکتور هیوندای، کنتاکتور چینت، کنتاکتور ال اس